# Apafa–Mátészalka-vasútvonal
A Nyírséget átszelő MÁV 110. számú Apafa–Mátészalka-vasútvonala egyvágányú, nem villamosított 78 km hosszú vasútvonal.

## Történet
A vasútvonal elődjét a Debrecen-Nyírbátori HÉV társaság két részletben építette meg. A Debrecen és Hajdúsámson közötti vonalszakaszt 1906. július 29-én, a vonal folytatását Hajdúsámson és Nyírbátor között 1911. július 29-én nyitották meg. A síkvidéki jellegű vonal építése kevés földmunkával járt, a pálya 23,6 kg/fm tömegű, „i” jelű sínekből épült.

## Felépítmény
A vasúti pálya végig 48- és 54 kg/fm sínrendszerű, vasbetonaljas alátámasztású. A pálya Apafa és Nyírbátor között többnyire hevederes illesztésű, Nyírbátortól Mátészalkáig hézagnélküli. 1962-1965 között kapott komolyabb felújítást, majd 2020-ban komplex karbantartás keretében szűnt meg több lassújel. A vonal kiépítési sebessége 80 km/h, azonban az Apafa-Nyírbátor szakaszon 60, 50 és 40, km/h sebességkorlátozások kerültek bevezetésre. A 2020-as felújítás során több olyan kitérő helyére is folyóvágányt építettek amelyeket már régóta nem használtak, így a vonalon több 40 km/h sebességkorlátozás is megszűnt. Mára (2021.09) a vonalon 40 km/h sebességkorlátozás már csak az Apafa-Hajdúsámson szakaszon van 3300 méter hosszban (46-79.szelvények között), Nyírbogát megállóhelyen 100 méteren az egyik vasúti átjáróban (408-409.szelvények között) és a nyírbátori vasútállomáson az átmenő fővágányban. Nyíradony után két szakaszon is pályasebességgel lehet közlekedni, ezeken a szakaszokon hegesztett pálya épült 2020-ban. (255-262, és 275-293 szelvények között)
2021-évben a MÁV-FKG Kft. több átjárót is újjáépített a Nyírbátor-Mátészalka szakaszon, így több lassújelet is megszüntettek.
A MÁV tervezte 2022-re az Apafa-Hajdúsámson szakasz átépítését, ám a kormány erre nem adott plusz forrást.[forrás?]
A vasútvonal fejlesztéséért a Mátészalkaleaks nevű aktivista közösség küzd.
A 2021.09.16-i állapotokat az alábbi táblázat tartalmazza: (Nyírbátornál szelvényváltozás: 495=373. Innentől ugyanis a Nyíregyházi vonal szelvényezése fut tovább.)[forrás?]
| Szelvények között | Szelvények között | Eng. seb | Hossz (km) |
| ----------------- | ----------------- | -------- | ---------- |
| 5                 | 46                | 50       | 4,1        |
| 46                | 79                | 40       | 3,3        |
| 79                | 88                | 60       | 0,9        |
| 88                | 111               | 50       | 2,3        |
| 111               | 144               | 60       | 3,3        |
| 144               | 164               | 50       | 2          |
| 164               | 184               | 60       | 2          |
| 184               | 185               | 50       | 0,1        |
| 185               | 192               | 60       | 0,7        |
| 192               | 202               | 50       | 1          |
| 202               | 222               | 60       | 2          |
| 222               | 238               | 50       | 1,6        |
| 238               | 255               | 60       | 1,7        |
| 255               | 262               | 80       | 0,7        |
| 262               | 275               | 60       | 1,3        |
| 275               | 293               | 80       | 1,8        |
| 293               | 324               | 60       | 3,1        |
| 324               | 341               | 50       | 1,7        |
| 341               | 351               | 60       | 1          |
| 351               | 377               | 50       | 2,6        |
| 377               | 396               | 60       | 1,9        |
| 396               | 408               | 50       | 1,2        |
| 408               | 409               | 40       | 0,1        |
| 409               | 451               | 60       | 4,2        |
| 451               | 464               | 50       | 1,3        |
| 464               | 470               | 60       | 0,6        |
| 470               | 476               | 50       | 0,6        |
| 476               | 482               | 40       | 0,6        |
| 482               | 494               | 60       | 1,2        |
| 494               | 495               | 40       | 0,1        |
| 373               | 385               | 40       | 1,2        |
| 385               | 511               | 80       | 12,6       |
| 511               | 512               | 60       | 0,1        |
| 512               | 530               | 80       | 1,8        |
| 530               | 531               | 60       | 0,1        |
| 531               | 560               | 80       | 2,9        |
| 560               | 565               | 50       | 0,5        |
| 565               | 569               | 40       | 0,4        |